# Centrex
Акроним Centrex (центрекс) — это составное слово из двух слов — central exchange — буквально — центральный коммутатор (или обмен, взаимодействие в центре) и относится к виду телефонной связи.
Centrex — централизованные услуги АТС/УАТС для организаций, которые предоставляет оператор связи - провайдер телефонии и которые соответствуют возможностям корпоративных офисных АТС (Private Branch eXchange PBX).
Телекоммуникационное оборудование, отвечающее за управление вызовами и дополнительные сервисные функции, размещается в помещении оператора связи, принадлежит ему и им эксплуатируется для предоставления услуг центрекс. Как правило этим оборудованием является центральный телефонный коммутатор компании, отсюда и название.
Заказчик избавляется от необходимости владения весьма дорогостоящей телефонной станцией (либо её аренды), что не только освобождает его от крупных начальных инвестиций, но и изменяет структуру текущих затрат. Оператор тарифицирует предоставляемые услуги в зависимости от числа обслуживаемых абонентских линий, которое со временем может меняться как в большую, так и в меньшую сторону.
С этой точки зрения centrex является типичным примером аутсорсинга в области телекоммуникаций.
Данный пакет телефонных услуг операторов связи очень популярны в организациях начиная со второй половины XX века. С начала двухтысячных вместе с интенсивным расширением возможностей телекоммуникаций услуги центрекс обрели новую технологическую основу и дальнейшее развитие. 

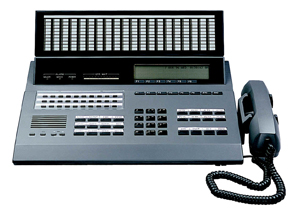
Консоль оператора телефонной связи используемая для подключения к УАТС и центрекс-системам. Оператор получив входящий вызов проверял статус требуемого внутреннего номера и при возможности — переводил вызов на этот внутренний номер. Входящие вызовы, поступившие на номер с консолью, организовывались в очередь с ожиданием.

## Техническое описание
Ключевая особенность заключается в том, что изначально операторские коммутаторы телефонной сети общего пользования служили исключительно для автоматического поиска маршрута направления вызова и установления соединения между абонентами. Аналогичные функции выполняли внутренние малые АТС организаций. Однако развитие телекоммуникационного оборудования производителями позволило предоставлять пользователям новые возможности по обслуживанию (ДВО). Так абоненты сетей общего пользования принадлежащие одной организации (и как правило, обслуживаемые в одном здании), которым предоставляются услуги центрекс получили возможность быть связанными на узле коммутации в одну центрекс-группу с общими принципами работы и ДВО. Более того, абонентские терминалы могут располагаться в любой части телефонной сети, обслуживаемой оборудованием центрального коммутатора оператора связи. При этом, специальной платы за добавочные линии или размещение терминалов удалённо может не взиматься.
Центральный коммутатор обеспечивает весь набор абонентских и сетевых сигнализаций, дополнительных услуг и других телекоммуникационных услуг, позволяющих абонентам сети общего пользования объединяться в группы либо внутри узла коммутации, либо по всей сети, а в рамках данных групп — пользование различными дополнительными услугами, являющимися аналогичными услугам для абонентов УАТС.
Каждому члену центрекс-группы присваивается, кроме телефонного номера в ТФОП, ещё и внутренний короткий абонентский номер в центрекс-группе. Обычно абонент может иметь только один внутренний номер и может быть членом только одной центрекс-группы. Членам центрекс-группы предоставляется возможность пользования полным набором основных услуг абонента сети общего пользования, а также дополнительных услуг или их модификаций, обеспечиваемых центрекс-группой.
Право на пользование дополнительными услугами дается номеру центрекс-абонента на ТФОП, такие же права даются также его внутреннему номеру. Каждому члену центрекс-группы можно присвоить ограничения центрекса.

Как правило, у центрекс-группы есть также общий внешний телефонный номер в сети ТФОП, который привязывается либо к номеру секретаря-телефониста организации либо к какому-либо автоматическому сервису (IVR, DISA, Call-центр).

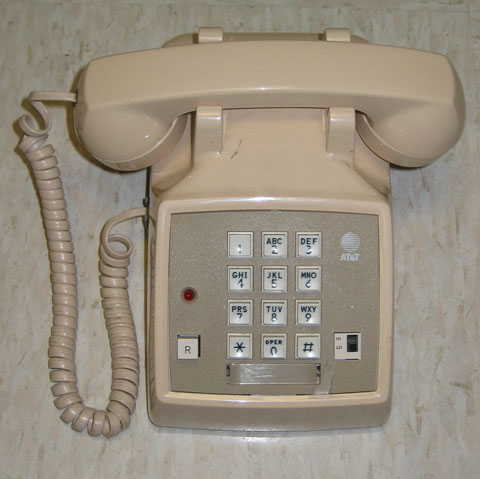
Типичный телефон, использовавшийся в рамках услуги центрекс от компании AT&T. Обратите внимание на кнопку R — «Recall» (перезвонить) и красную лампочку, свидетельствующую о том, что получено сообщение голосовой почты.

Минимально необходимый набор услуг centrex:
- использование внутренних 2-х или 3-х значных номеров для звонков внутри офиса / организации;
- перевод входящего из города звонка;
- перевод исходящего в город звонка (классический пример «Наталья Петровна! Наберите мне Николая!»);
- перехват звонка (в группе).

### Дополнительные сервисы
Стандартные сервисы Centrex необходимы для реализации ключевых бизнес-процессов организацией, по аналогии с УПАТС:
- Перенаправление звонка по статусу — не ответил/занят
- Голосовая почта
- Ожидание звонка или вторая линия (возможность принять второй звонок удерживая первый)
- Конференция (из 3-х и более абонентов)
- Обратный звонок (I will call you!)
- Напоминатель (позвонит кому надо в нужное время)/будильник
- Список последних набранных номеров
- Горячая линия Centrex (соединение без набора)
- Очередь входящих, с музыкой или рекламой во время ожидания
- Группы дозвона, опционально с одним номером для звонка в группу.

## Известные компании
Крупные телекоммуникационные компании, на протяжении десятилетий предоставлявшие и предоставляющие по сей день услуги центрекс:
- Verizon
- AT&T
- British Telecom

## Дальнейшее развитие
Пакет услуг centrex позволяет организации или компании полностью отказаться от приобретения и обслуживания офисной PBX собственными силами, и в то же время пользоваться всеми преимуществами внутренней телефонии, так как все необходимые средства обеспечивает централизованный телефонный узел оператора фиксированной связи. Этим и объясняется популярность услуг в корпоративном секторе.
Услуги Centrex легко представлять посредством «плоской» компьютерной сети, в частности через Интернет, благодаря возможностям IP-телефонии. Эта разновидность услуги получила название IP-Centrex и также, в последнее время виртуальной АТС или «облачной АТС».
Похожий пакет услуг может предоставляться и оператором мобильной связи. В мобильных сетях это обычно называется FMC (Fixed Mobile Convergence).
Современные конвергентные универсальные операторы связи, могут предлагать различные варианты реализации услуги центрекс, в том числе сочетающие все обозначенные разновидности, благодаря применению мультисервисной NGN-сети.
В США использование Centrex линий упало с 16.5 миллионов в 2002 до 10.7 миллионов в 2008 года, поскольку пользователи переходят на IP-АТС и VoIP Услуги центрекс продолжают предоставляться для крупных коммерческих компаний и государственных органов, агентств и университетов поскольку соответствующее оборудование уже приобретено и оплачено, несмотря на то, что порой услуги центрекс стоят дороже, нежели организация канала связи к индивидуальной внутренней АТС предприятия, если бы она была (как правило отсутствует).